# Eesterga
Eesterga (en frison : Jistergea) est un village de la commune néerlandaise de De Fryske Marren, situé dans la province de Frise.

## Géographie

### Situation
Le village est situé dans le sud-ouest de la Frise et limitrophe de Lemmer au sud et à l'ouest, de Follega au nord et d'Oosterzee à l'est.

### Voies de communication
Le village est desservi par l'autoroute A6.

## Histoire
Eesterga est un village de la commune de Lemsterland avant le 1er janvier 2014, où elle est supprimée et fusionnée avec Gaasterlân-Sleat et Skarsterlân pour former la nouvelle commune de De Friese Meren, devenue De Fryske Marren en 2015.

## Démographie
Le 1er janvier 2018, le village comptait 50 habitants.